# Astrologen (sång)
Astrologen är en av låtarna på Magnus Ugglas album Välkommen till folkhemmet från 1983.
Det är en ballad som Magnus Uggla skrev när han var ihop med en tjej som var intresserad av stjärntecken. Han ville sjunga den i duett med Agnetha Fältskog, men hon arbetade med ett soloalbum och Magnus Uggla vågade inte fråga.  Det innovativa stråkarrangemanget är, som vanligt, signerat Anders ”Henkan” Henriksson. 

## Coverversioner
- Låten spelades in av det svenska dansbandet Date på albumet Här och nu! från 2010.[4]
- Marcus Öhrn framförde låten i Fame Factory 2004.
- Darin framförde låten i 2012 års upplaga av Så mycket bättre.[5]

## Listplaceringar

### Darin Zanyars version
| Lista (2012-2013) | Topplacering |
| ----------------- | ------------ |
| Sverige           | 2            |